# 飯能市
飯能市（日语：／ Hannō shi */?）是日本埼玉縣西南部的城市，人口約8萬人。市街地主要集中於東南部地區，是東京都的住宅城市之一。當地往東京都特別區的通勤率為11.5%（2010年人口普查）。

## 地理
- 山：外秩父山地（日语：外秩父）、天览山、伊豆岳（日语：伊豆ヶ岳）
- 河川：入間川（日语：入間川 (埼玉県)）、高麗川（日语：高麗川）

### 氣候
年平均雨量1480.9mm。小久保地區的消防本部自1996年進行氣象觀測，最高溫是1997年與2001年的39.7℃，最低溫是2001年的-7.0℃。

## 歷史
- 中世林業興盛。
- 江戶時代 - 透過入間川（日语：入間川 (埼玉県)）與高麗川（日语：高麗川）水運運送至江戶的飯能材木稱為「西川材（日语：西川材）」。
- 1889年 - 町村制施行，高麗郡（日语：高麗郡）飯能町、中山村、久須美村、小瀨戶村、大河原村（日语：大河原村）、小岩井村合併為飯能町。
- 1896年3月29日 - 高麗郡廢止，併入入間郡，為入間郡飯能町。
- 1943年4月1日 - 入間郡飯能町、精明村（日语：精明村）、南高麗村（日语：南高麗村）、加治村（日语：加治村 (埼玉県)）、元加治村（日语：元加治村）合併為飯能町。
- 1954年1月1日 - 市制施行，為飯能市。
- 1954年4月1日 - 舊元加治村、新光部分區域劃入東金子村（日语：西武町）。
- 1956年9月30日 - 入間郡吾野村（日语：吾野村）、東吾野村（日语：東吾野村）、原市場村（日语：原市場村）併入。
- 2004年 - 獲選環境省生態旅遊模範事業區。
- 2005年1月1日 - 入間郡名栗村（日语：名栗村）併入。

## 人口
| 飯能市人口分布圖 |                                               |  |
| 飯能市與日本全國年齡別人口分布比較圖 （2005年資料） | 飯能市的年齡、男女別人口分布圖 （2005年資料） |  |
| ■紫色是飯能市 ■綠色是全国 | ■藍色是男性 ■紅色是女性                       |  |
| 飯能市人口變化 \| 1970年 \| 55,130人 \| \| \| 1975年 \| 58,766人 \| \| \| 1980年 \| 63,902人 \| \| \| 1985年 \| 69,109人 \| \| \| 1990年 \| 75,794人 \| \| \| 1995年 \| 83,278人 \| \| \| 2000年 \| 85,886人 \| \| \| 2005年 \| 84,860人 \| \| \| 2010年 \| 83,546人 \| \| \| 2015年 \| 80,735人 \| \| \| 2020年 \| 80,361人 \| \| |                                               |  |
| 資料來源：日本總務省統計中心提供之人口普查數據 |                                               |  |
| 1970年 | 55,130人                                      |  |
| 1975年 | 58,766人                                      |  |
| 1980年 | 63,902人                                      |  |
| 1985年 | 69,109人                                      |  |
| 1990年 | 75,794人                                      |  |
| 1995年 | 83,278人                                      |  |
| 2000年 | 85,886人                                      |  |
| 2005年 | 84,860人                                      |  |
| 2010年 | 83,546人                                      |  |
| 2015年 | 80,735人                                      |  |
| 2020年 | 80,361人                                      |  |

## 行政

### 市長
- 大久保勝（日语：大久保勝）（無所屬（前飯能市議會議長）、2013年8月8日就任、第1任）

### 市議會
- 議員人數：19（缺額1席）
- 議長：加藤由貴夫
- 副議長：內田健次
- 黨派
  - 日本共產黨（4席）
  - 公明黨（3席）
  - 綠之會１（3席）
  - 綠之會２（2席）
  - 綠之會３（2席）
  - 無所屬（4席）

## 姊妹都市

### 日本國內
- 高萩市（茨城縣）

### 日本國外
- 布雷亞（美國加利福尼亞州） - 1981年1月5日簽定姊妹都市協定

## 文化

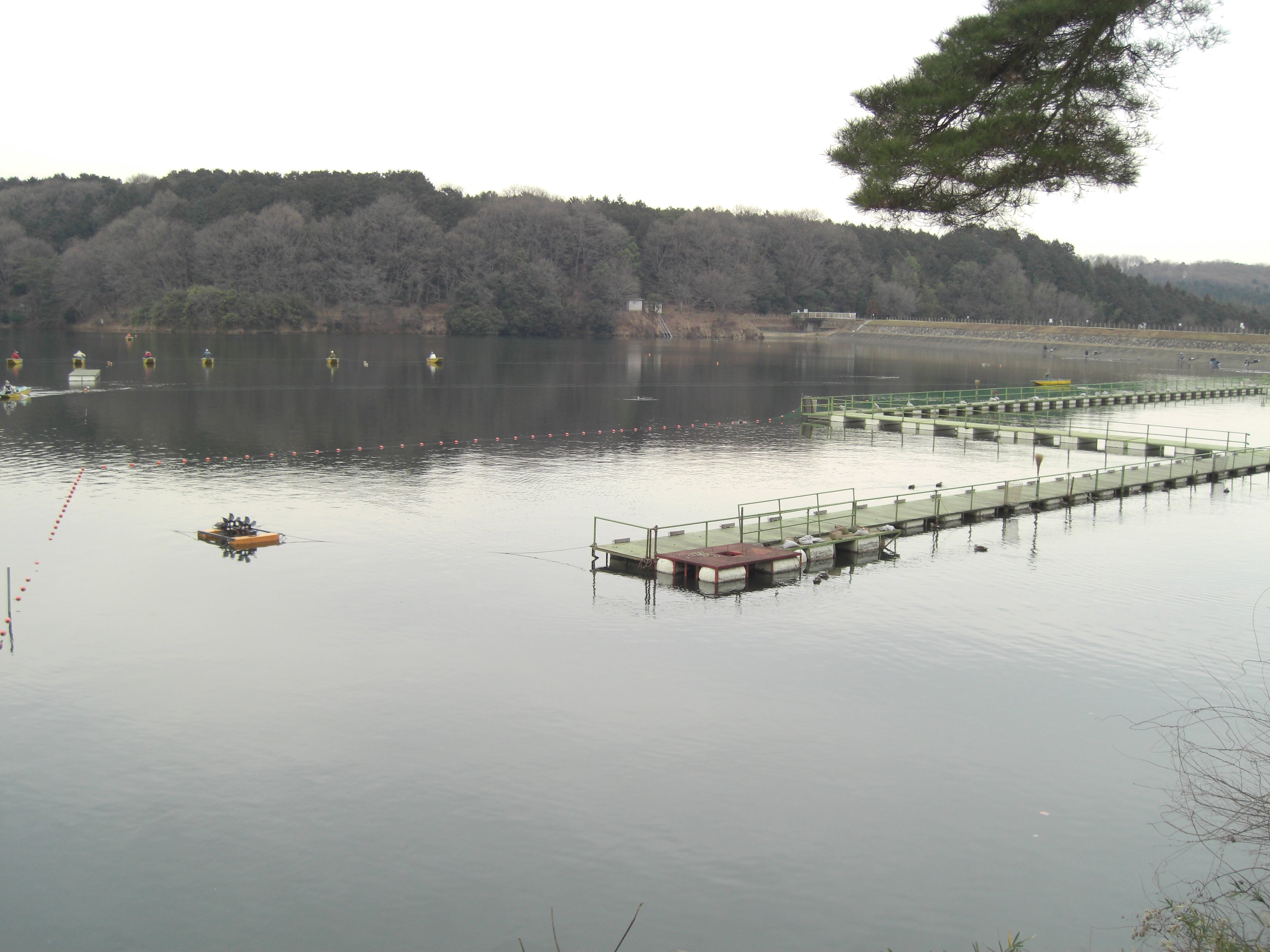
宮澤湖

### 名勝、古蹟、觀光、祭典
- 飯能祭（日语：飯能まつり） - 11月第1個周六日舉行。
- 天龍寺（子之權現）
- 伊豆岳（日语：伊豆ヶ岳）
- 高山不動尊（日语：常楽院） - 火渡式
- 顔振峠（日语：顔振峠）
- 正丸峠（日语：正丸峠）
- 宮澤湖 - 人造湖。
- 名栗湖（有間水壩）
- 曙兒童之森公園 - 以姆明谷為靈感的公園。
- 早蕨之湯（舊名栗村（日语：名栗村））
- 關八州見晴台（日语：関八州見晴台） - 可眺望關東八州的高台，高770公尺。
- 飯能新綠Two-Day March（飯能新緑ツーデーマーチ）
- 鳥居觀音
- 奧武藏驛傳競走大會（日语：奥むさし駅伝競走大会）
- 竹寺（八王寺）
- 能仁寺（日语：能仁寺 (飯能市)）
- 天览山
- 五十嵐酒造（銘柄 天覧山）
- 多峯主山（とうのすやま） - 江戶幕府老中黑田直邦（日语：黒田直邦）之墓。
- 絹甚（店藏、1904年建立）
- 大河原薬局（日语：大河原薬局）（店藏、[1871年建立）
- 秩父御嶽神社（日语：秩父御嶽神社）（東鄉公園（日语：東郷公園））
- 飯能大通商店街
- 飯能銀座通商店街
- 武藏野七福神（日语：武蔵野七福神）
- 名栗元氣廣場（名栗げんきプラザ）（舊名栗村）

### 音樂
- 飯能吹奏樂研究會（日语：飯能吹奏楽研究会）
- 飯能Vivace Wind Orchestra（飯能ヴィヴァーチェ ウインドオーケストラ）

## 地域

### 公共設施

#### 國家機關
- 飯能區檢察廳
- 所澤公共職業安定所飯能出張所
- 埼玉地方法務局飯能出張所

#### 法院

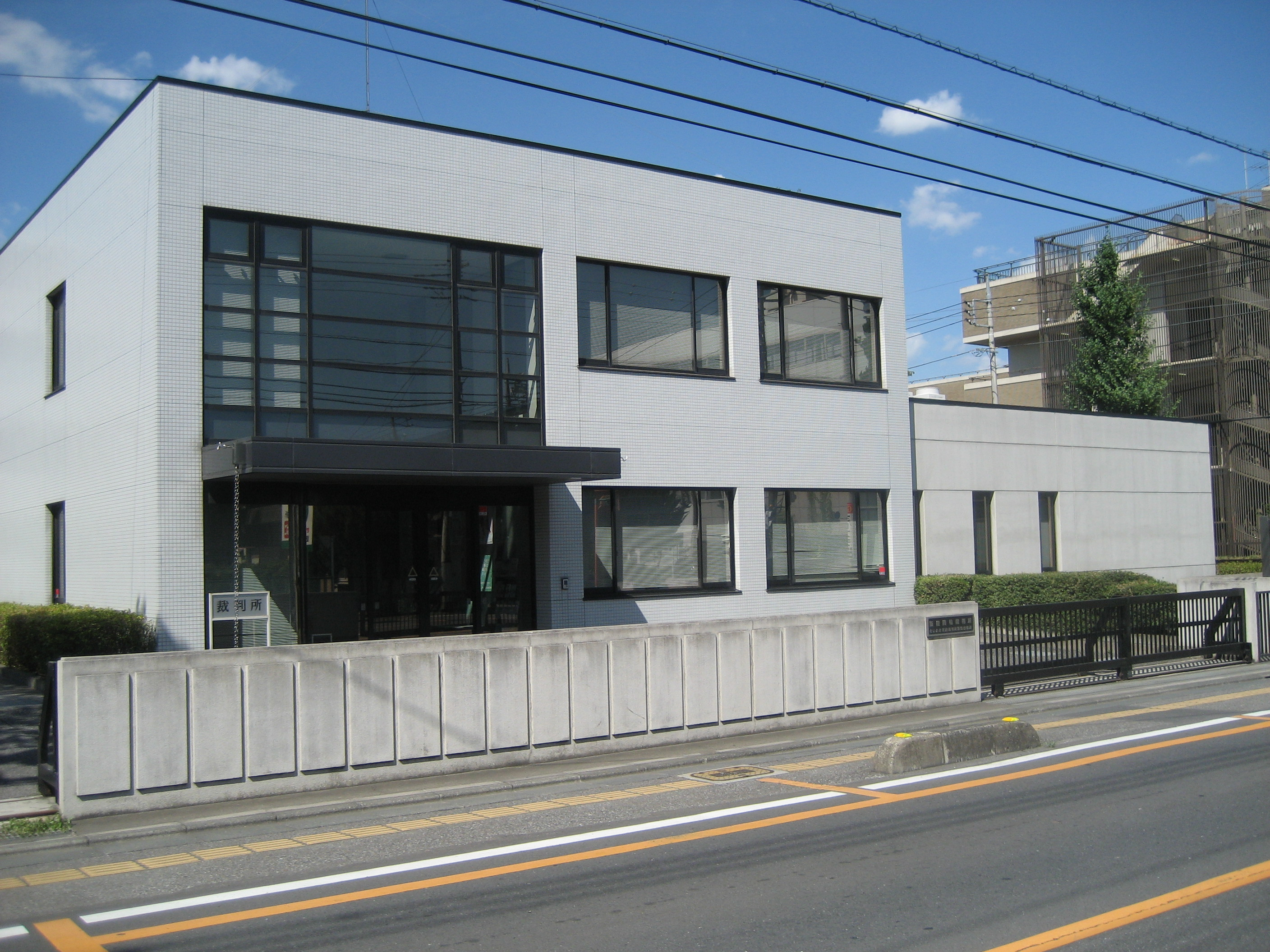
飯能簡易裁判所、埼玉家庭裁判所飯能出張所

- 埼玉家庭裁判所飯能出張所
- 飯能簡易裁判所

#### 縣機關

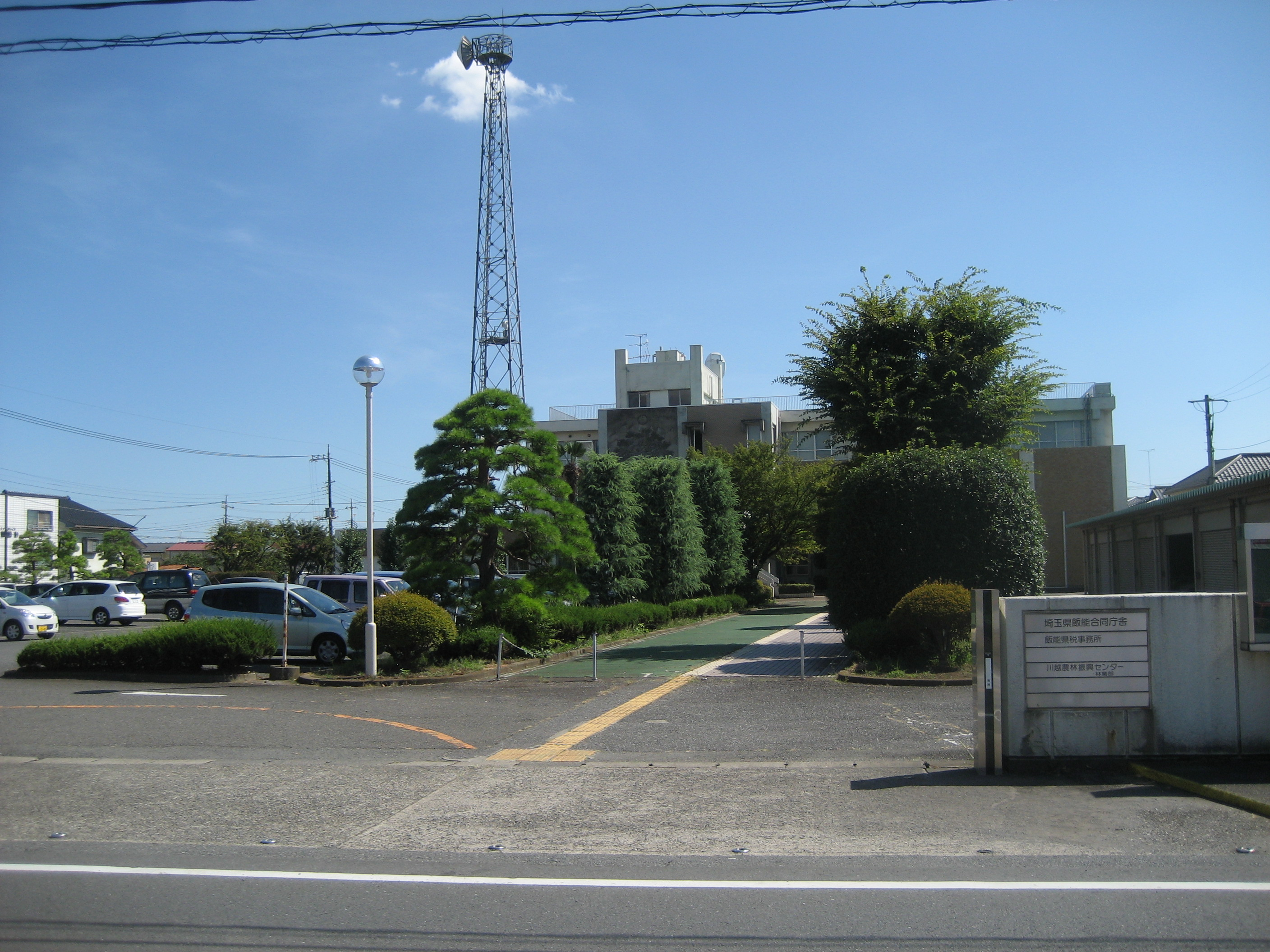
飯能縣稅事務所等入駐的飯能合同廳舍

- 飯能縣稅事務所
- 飯能縣土整備事務所
- 有間水壩管理所
- 川越農林振興中心林業部

#### 市機關
- 名栗廳舍
- 名栗出張所（名栗廳舍內）
- 南高麗出張所（南高麗公民館內）
- 吾野出張所（吾野公民館內）
- 東吾野出張所（東吾野公民館內）
- 原市場出張所（原市場公民館內）
- 中央公民館
- 第二區公民館
- 富士見公民館
- 精明公民館
- 双柳公民館
- 加治公民館
- 加治東公民館
- 美杉台公民館
- 南高麗公民館
- 吾野公民館
- 東吾野公民館
- 原市場公民館
- 名栗公民館

| - 翌檜會館（あすなろ会館） - 故鄉會館（ふるさと会館） - 飯能站服務櫃台 - 飯能市市民會館 - 早蕨之湯（さわらびの湯） - 飯能市鄉土館 - 曙兒童之森公園（あけぼの子どもの森公園） - 美杉台公園 | - 南高麗福祉中心 - 原市場福祉中心 - 林業中心 - 清潔中心 - 環境中心 - 勤勞青少年之家 - 教育中心 - 美杉台兒童館 - 名栗元氣廣場（名栗げんきプラザ） |

### 教育

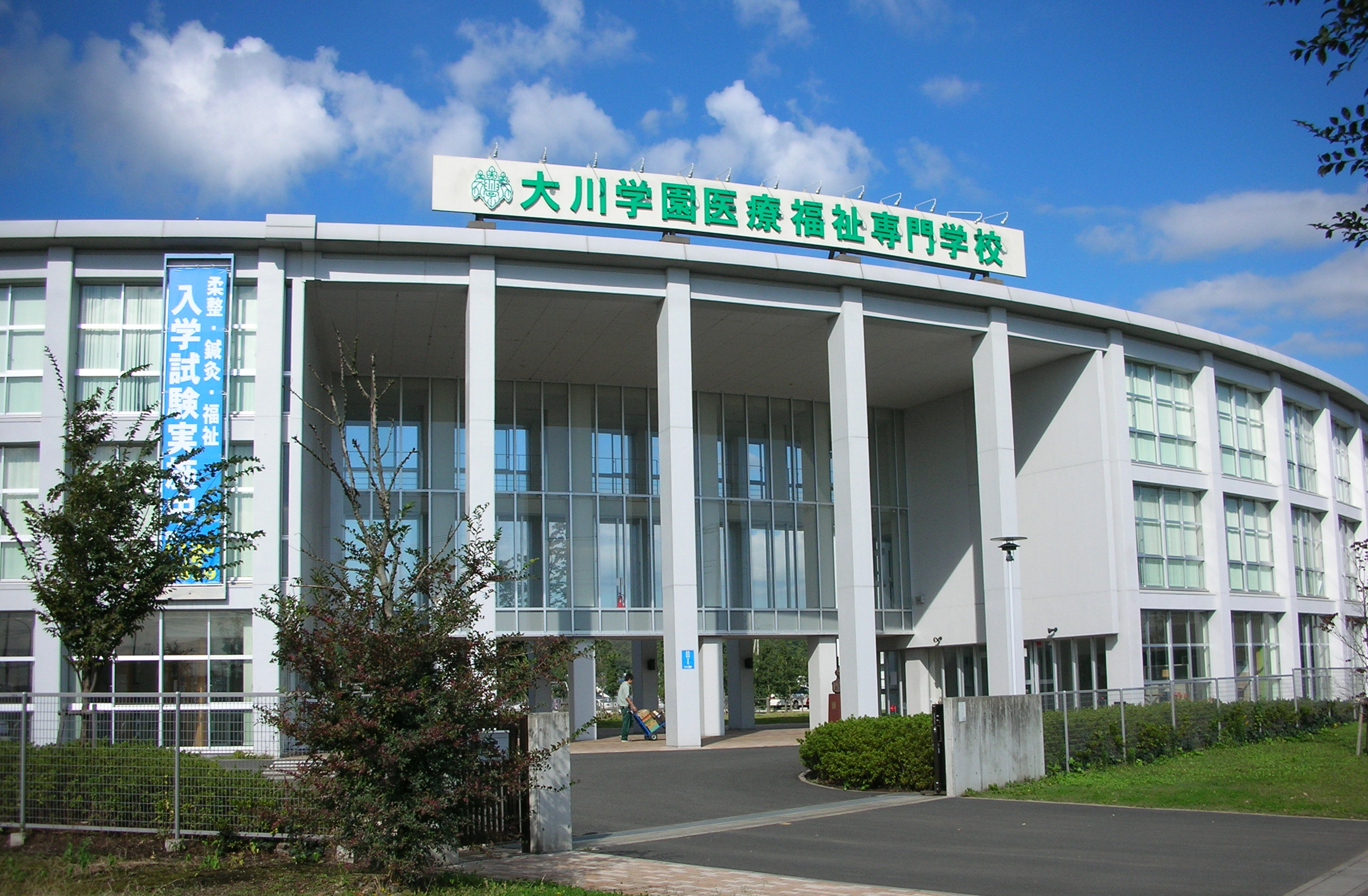
大川學園醫療福祉專門學校

大學
- 駿河台大學

高等學校
- 埼玉縣立飯能高等學校
- 埼玉縣立飯能南高等學校
- 自由之森學園高等學校
- 聖望學園高等學校
- 大川學園高等學校

中學校
- 市立
  - 飯能市立飯能第一中学校
  - 飯能市立飯能西中学校
  - 飯能市立加治中学校
  - 飯能市立美杉台中学校
  - 飯能市立南高麗中学校
  - 飯能市立原市場中学校
  - 飯能市立名栗中学校
  - 飯能市立吾野中学校

- 私立
  - 自由之森學園中學校
  - 聖望學園中學校

小學校
- 飯能市立飯能第一小學校
- 飯能市立飯能第二小學校
- 飯能市立加治小學校
- 飯能市立加治東小學校
- 飯能市立双柳小學校
- 飯能市立富士見小學校
- 飯能市立精明小學校
- 飯能市立美杉台小學校
- 飯能市立南高麗小學校
- 飯能市立原市場小學校
- 飯能市立名栗小學校
- 飯能市立吾野小學校
- 飯能市立東吾野小學校
- 飯能市立西川小學校

專修學校
- 大川學園醫療福祉專門學校
- 大川學園高等專修學校
- 飯能看護專門學校

### 職業訓練設施
- 埼玉縣立飯能高等技術專門校

### 體育等團體
- 日本生涯教育事業團（日语：日本生涯教育事業団）
- 飯能市體育協會
- H・F・C-HANNO
- AC Almaleza飯能（日语：ACアルマレッザ飯能）
- 飯能市劍道聯盟
- 飯能市將棋聯盟

### 消防
- 埼玉西部消防局（日语：埼玉西部消防局）
  - 飯能日高消防署
    - 稻荷分署
    - 名栗分署
    - 吾野分署

### 警察
- 飯能警察署（日语：飯能警察署）

### 廣域行政
- 廣域飯能齋場組合（日语：広域飯能斎場組合） - 本市與狹山市、日高市組成，業務包括火葬場、葬祭場、靈車設置、維護。
- 埼玉西部消防組合（日语：埼玉西部消防組合） - 所澤市、入間市、狹山市、飯能市、日高市等5市組成的消防組合。

### 郵政
- 飯能郵便局（日语：飯能郵便局）
  - 飯能双柳郵便局
  - 飯能下畑郵便局
  - 飯能岩澤郵便局
  - 飯能八幡郵便局
  - 飯能SAVIA（サビア）內郵便局
  - 名栗郵便局
  - 原市場郵便局
  - 東吾野郵便局
  - 吾野郵便局

## 經濟

### 產業
- 大塚製藥研修中心
- 新電元工業（日语：新電元工業）飯能工場
- 大鵬藥品工業（日语：大鵬薬品工業）飯能研究中心
- 椿本鍊條埼玉工場
- 東京計器（日语：東京計器）飯能事業所

### 商業
- 丸廣百貨店（日语：丸広百貨店）（創業於本市）
- 西武飯能PePe（日语：ペペ (商業施設)）
- SAVIA飯能（日语：いなげや）
- SUPER ALPS（日语：スーパーアルプス）
- Belc（日语：ベルク (企業)）
- Mammy Mart（日语：マミーマート）
- Yaoko（日语：ヤオコー）
- CAINZ HOME（日语：カインズ）
- Jason（日语：ジェーソン）
- Super VIVA HOME（日语：LIXILビバ）
- 東京靴流通中心（日语：チヨダ）
- 大創
- SHIDAX（日语：シダックス）
- HARIKA（日语：ハリカ）
- KONAKA（日语：コナカ）
- Circle K Sunkus
- Save On（日语：セーブオン）
- 7-Eleven
- FamilyMart
- Lawson

### 金融
- 瑞穗銀行飯能支店
- 埼玉里索那銀行飯能支店
- 武藏野銀行飯能支店
- 東和銀行（日语：東和銀行）飯能支店
- 飯能信用金庫（日语：飯能信用金庫）
  - 本店營業部、飯能中央支店、東飯能支店、飯能南支店、加治支店、東部出張所
- 青梅信用金庫（日语：青梅信用金庫）飯能支店
- 中央勞動金庫（日语：中央労働金庫）飯能支店
- 入間野農業協同組合（日语：いるま野農業協同組合）
  - 飯能支店、吾野支店、名栗原市場支店、本町支店、加治支店

### 其他
- 東京電力飯能營業中心
- 國際興業巴士飯能營業所（日语：国際興業バス飯能営業所）
- 西武巴士飯能營業所（日语：西武バス飯能営業所）
- NTT飯能營業所
- JFE Mineral（日语：JFEミネラル）武藏野礦業所
- 廣域飯能齋場（日语：広域飯能斎場）

## 宗教

### 寺院
- 能仁寺（日语：能仁寺 (飯能市)）
- 心應寺（日语：心応寺）
- 觀音寺（日语：観音寺 (飯能市)）
- 竹寺（日语：竹寺）
- 子之權現
- 智觀寺（日语：智観寺）
- 萬福寺（日语：万福寺 (飯能市)）
- 淨心寺
- 廣渡寺（日语：広渡寺）
- 秀常寺（日语：秀常寺）
- 高山不動尊（日语：高山不動尊）
- 真福寺（日语：真福寺 (飯能市)）
- 玉寶寺
- 金藏寺（日语：金蔵院 (飯能市)）
- 福德寺
- 八耳堂（日语：八耳堂）
- 長光寺
- 鳥居觀音
- 大光寺（日语：大光寺）
- 普門寺
- 法光寺
- 見光寺

### 神社
| - 秩父御嶽神社 - 現在市內唯一有神職常駐的神社。 - 飯能八坂神社 - 八幡神社（八幡町） - 八幡神社（岩淵） - 諏訪八幡神社 - 久下稻荷神社 - 稻荷神社（双柳） - 神明神社 - 白髭神社 - 御嶽八幡神社 - 水天宮 - 加治神社 - 飯能惠比壽神社 - 大六天神社 - 三吉稻荷神社 | - 秋葉神社·三座宮稻荷神社 - 富士淺間神社 - 出世稻荷神社 - 諏訪神社 - 征矢神社 - 軍太利神社 - 豐川陀枳尼真天神社 - 丹生神社 - 東神森稻荷神社 - 心應寺飯能辯財天 - 飯能御嶽神社 - 白髪白山神社 - 權五郎神社 - 素盞嗚神社 - 吾那神社 |

### 基督教
- 日本基督教團飯能教會
- 日本信義宗飯能教會
- 飯能基督教聖園教會（日语：飯能キリスト聖園教会）

## 交通

### 鐵路
東日本旅客鐵道
- 八高線：東飯能站

西武鐵道
- 池袋線：飯能站 - 東飯能站 - （日高市） -  東吾野站 -  吾野站
- 西武秩父線：吾野站 - 西吾野站 - 正丸站

### 巴士
- 西武巴士飯能營業所（日语：西武バス飯能営業所）、狹山營業所（日语：西武バス狭山営業所）
- 國際興業巴士飯能營業所（日语：国際興業バス飯能営業所）
- EAGLE BUS（日语：イーグルバス）
- 都營巴士青梅支所（日语：都営バス青梅支所）

### 計程車
本市與川越市、所澤市、東松山市、和光市等同屬縣西南部交通圈。

### 道路
一般國道
- 國道299號（日语：国道299号）
  - 飯能狹山繞道（日语：飯能狭山バイパス）

縣道
- 主要地方道
  - 埼玉縣道28號青梅飯能線（日语：東京都道・埼玉県道28号青梅飯能線）
  - 埼玉縣道30號飯能寄居線（日语：埼玉県道30号飯能寄居線）（相模街道）
  - 埼玉縣道44號秩父兒玉線（日语：埼玉県道44号秩父児玉線）
  - 埼玉縣道53號青梅秩父線（日语：東京都道・埼玉県道53号青梅秩父線）
  - 埼玉縣道61號越生長澤線（日语：埼玉県道61号越生長沢線）
  - 埼玉縣道70號飯能下名栗線（日语：埼玉県道70号飯能下名栗線）（名栗街道）
- 一般縣道
  - 埼玉縣道185號東飯能停車場線（日语：埼玉県道185号東飯能停車場線）
  - 埼玉縣道193號下畑軍畑線（日语：埼玉県道・東京都道193号下畑軍畑線）
  - 埼玉縣道195號富岡入間線（日语：東京都道・埼玉県道195号富岡入間線）
  - 埼玉縣道218號二本木飯能線（日语：東京都道・埼玉県道218号二本木飯能線）
  - 埼玉縣道221號原市場下成木線（日语：埼玉県道・東京都道221号原市場下成木線）
  - 埼玉縣道228號飯能停車場線（日语：埼玉県道228号飯能停車場線）
  - 埼玉縣道230號東吾野停車場線（日语：埼玉県道230号東吾野停車場線）
  - 埼玉縣道262號日高狹山線（日语：埼玉県道262号日高狭山線）
  - 埼玉縣道347號馬引澤飯能線（日语：埼玉県道347号馬引沢飯能線）
  - 埼玉縣道350號南飯能線（日语：埼玉県道350号南飯能線）
  - 埼玉縣道395號南川上名栗線（日语：埼玉県道395号南川上名栗線）

## 知名人士
- 松原誠（前職棒選手）
- 中山照守（江戶幕府旗本）

## 名產
- 四里餅（日语：四里餅）
- 西川材（日语：西川材）
- 飯能燒（日语：飯能焼）
- 狹山茶（日语：狭山茶）
- 地酒（日语：地酒）

## 以飯能市為舞台的作品
- 《前進吧！登山少女》

## 備註
1. ↑  飯能の平年値 （页面存档备份，存于） - 気象庁
2. ↑  気象データ （页面存档备份，存于） - 埼玉西部広域事務組合

## 外部連結
- 飯能市 （页面存档备份，存于）